# 호소가이 하지메
호소가이 하지메(일본어: 細貝 萌, 1986년 6월 10일 ~ )는 일본의 전직 축구 선수이자 현 축구 경영인으로 현재 더스파 군마의 사장 겸 단장직을 맡고 있으며 현역 시절 수비형 미드필더로 활약했다.

## 구단 경력
그는 2005년부터 2024년까지 J리그의 우라와 레즈, 가시와 레이솔, 더스파 군마에서 활동하였다.

## 국가대표팀 경력
그는 2006년 아시안 게임에 참가할 일본 U-23 국가대표팀에 발탁되었다. 2008년 하계 올림픽에도 출전, 2경기에 출전했다.
2010년 9월 4일 파라과이과의 경기에서 일본 국가대표팀에 데뷔했다. 2011년 AFC 아시안컵에 출전, 우승에 기여했다, 대표팀 데뷔골은 대한민국과의 준결승전 경기에서 나왔다. 2013년 FIFA 컨페더레이션스컵에도 출전했다. 그는 2014년까지 국제 A매치 통산 30경기에 출전, 1득점을 넣었다.

## 통계
| 일본 | 일본 | 일본 |
| 연도 | 출전 | 득점 |
| ---- | ---- | ---- |
| 2010 | 3    | 0    |
| 2011 | 7    | 1    |
| 2012 | 8    | 0    |
| 2013 | 7    | 0    |
| 2014 | 5    | 0    |
| 통산 | 30   | 1    |